# Zhang Qiongyue
Zhang Qiongyue (chinês tradicional: 張瓊月, chinês simplificado: 张琼月; Jilin, 12 de março de 2004) é uma atiradora esportiva chinesa.

## Carreira
Zhang conquistou medalha de ouro no Campeonato Mundial de Tiro de 2022.
Nos Jogos Olímpicos de Verão de 2024, em Paris, conquistou a medalha de bronze na prova de carabina três posições feminino.